# Уметбаев, Мухаметсалим Ишмухаметович
Мухаметсали́м Ишмухаме́тович Уметба́ев (Мухамет-Салим Уметбаев, баш. Мөхәммәтсәлим Ишмөхәммәт улы Өмөтбаев, тат. Мөхәммәтсәлим Ишмөхәммәт улы Өметбаев; 1841—1907) — башкирский просветитель, башкирский и татарский поэт, переводчик, филолог, этнограф, общественный деятель, публицист, исследователь, автор нескольких русско-татарских словарей, грамматики татарского языка, стихов и эссе. Сыграл большую роль в развитии татарского литературного языка, разработки его грамматики, в просвещении татар и башкир.

## Биография
Уметбаев Мухаметсалим Ишмухаметович родился 21 августа 1841 года в деревне Ибрагимово (Уфимский уезд Оренбургской губернии, ныне Кармаскалинский район Башкортостана). Происходил из дворянского рода Уметбаевых. Отец — Ишмухамет Ишигулович (1803—1861), был кантонным начальником. Дворянство Ишмухамета Ишигулова Уметбаева с сыновьями и внуками, было утверждено 20 апреля 1866 г. Указом Департамента Герольдии Сената об утверждении в  дворянстве    награждён орденом Святого Станислава 3‑й степени; мать — Балхиза Балапановна, в семье было семеро детей.
Сначала учился в медресе д. Ибрагимово, а в 1852—1860 гг. — в Оренбургском Неплюевском кадетском корпусе. Владел языком тюрки, а также русским, арабским, персидским и французским языками.
С 1860 года работал переводчиком в Башкирском войсковом управлении Юмран-Табынского кантона.
С 1864 года писарь мирового посредника Кармаскалинской волости.
1869—1878 гг. старшина Кармаскалинской волости.
1879—1880 гг. преподаватель русского языка и математики в медресе города Стерлитамака.
С 1880 года по приглашению муфтия Салимгарея хазрата Тевкелева работал переводчиком в Оренбургском магометанском духовном собрании в Уфе.
В 1887—1889 годах занимался делами вакуфа в Крымской комиссии Министерства внутренних дел.
Член Оренбургского отдела Русского географического общества (1883 год).
Одновременно в эти годы:
- преподаватель в Уфимском детском приюте;
- гласный Уфимского земства;
- член комиссий по празднованию 300-летия Уфы, 100-летия А. С. Пушкина.

С 1899 года в отставке.

## Звания и награды
- С 1884 года коллежский регистратор,
- С 1889 года коллежский секретарь,
- С 1892 года титулярный советник.

Был награждён орденом Святого Станислава 3-й степени, 2 серебряными и бронзовой медалями.

## Работы
- «Краткое мусульманское законоведение» (перевод с русского), Уфа, 1890;
- «Памятки» («Ядкар»), Казань, 1897, на татарском[14][15][16];
- «Бахчисарайский фонтан А. С. Пушкина» (перевод с русского на татарский[17][18][19][20]), Казань, 1901;
- «Краткая татарская грамматика» (Татар нәһүсенең мохтасары), Казань, 1901;
- «Оренбургское духовное собрание» (на русском и татарском яз.), Уфа, 1903.
- Этнографические материалы о быте, обычаях, традициях, педагогике и народной медицине башкир.
- Статьи о литературе Востока, башкирском устном творчестве.
- Стихи, переводы русских и восточных поэтов.[21]

Через Уметбаева татарский литературный язык еще в конце XIX века заменил у башкир арабизированный «тюрки». Хотя писатель сочинял на татарском языке, в его произведениях язык освобождался от арабизмов, фарсизмов и тюркизмов, и принимал башкирские черты.
М. Уметбаев первым разработал лингвистическую терминологию башкирского языка.
Книга Мухаметсалима Ишмухаметовича «Памятки» («Ядкар») на татарском языке является книгой энциклопедического характера, включающий разделы: история, этнография, лингвистика, литература, фольклор, переводы поэтические произведения А. С. Пушкина, сказка «О трубе, паласе и яблоке» из собрания сочинений «Тысяча и одна ночь». Она также включает статьи: «Светлые и мрачные дни башкирского народа», «Родословная Кесе-Табынского рода», «Песни древних башкир», «Легенда об Акташ-хане», «Моему учителю Мирсалиху, сыну Мирсалима, генералу Бекчурину» и другие.
В очерке «Башкиры» М. И. Уметбаев объединил историко-этнографические и фольклорно-языковые материалы, собранные им для статей разных лет. Также в нём можно найти информацию о расселении башкир, в том числе писал о дате принятии ислама башкирским народом.
Уметбаев одним из первых перевел с русского на татарский поэму «Бахчисарайский фонтан» А. С. Пушкина.
Также переводил на татарский язык другие произведения А. С. Пушкина — «Романс» («Бәхетсез гыйшык»), «Наслаждение» («Шатлык хыялы») и «Делибаш», а также популярные брошюры, научные статьи, образцы восточной литературы, «Краткое мусульманское законоведение» («Мохтасар аль-викая мукаддамасе», 1890).
М.Уметбаев в своей книге «Татар нахусенен мухтасары» («Грамматика татарского языка»), большое внимание уделяет особенностям татарского и башкирского языков в рамках общего тюрки. Во вступлении Уметбаев пишет так: «Наш татарский язык происходит из языка древних чагатайцев и иштек (башкир). На нём говорят кипчаки, киргизы, башкиры и туркмены из чагатайского рода. Сами они называют свой язык „тюрки тель“. То есть язык тюрки».
Там же Г. Б. Хусаинов писал, что «много переводит М.Уметбаев с тюрки на русский язык», «он переводит произведения восточных и русских авторов на тюрки, татарский язык», и, что «ранее им была переведена книга профессора Мирзы Исмагил Казым-Бека с русского на старотатарский язык».

## Память
- В с. Ибрагимово Кармаскалинского района Башкортостана действует Мемориальный дом-музей М. Уметбаева[30].
- В 2005 году администрацией Кармаскалинского района были учреждены премии его имени.